# Перес, Пабло
Пабло Хавьер Перес (исп. Pablo Javier Pérez; 10 августа 1985, Росарио, Аргентина) — аргентинский футболист, полузащитник клуба «Ньюэллс Олд Бойз». Выступал за сборную Аргентины.

## Клубная карьера
Перес — воспитанник клуба «Ньюэллс Олд Бойз». 2 декабря 2006 года в матче против «Годой-Крус» он дебютировал в аргентинской Примере. 26 мая 2007 года в матче против «Эстудиантеса» Пабло сделал хет-трик. В 2009 году на правах аренды он перешёл в эквадорский «Эмелек». 17 августа в матче против «Ольмедо» Перес дебютировал в эквадорской Серии А. 17 сентября в поединке против «ЭСПОЛИ» Пабло забил свой первый гол за новый клуб.
Летом 2010 года Перес был отдан в аренду в «Унион Санта-Фе». 8 августа в матче против «Депортиво Мерло» он дебютировал за новую команду. 11 декабря в поединке против «Итусаинго» Пабло сделал «дубль».
Зимой 2014 года Перес перешёл в испанскую «Малагу», подписав соглашение на три с половиной года. 17 января в матче против «Валенсии» он дебютировал в Ла Лиге, заменив во втором тайме Саму. 25 марта в поединке против «Эспаньола» Пабло забил свой первый гол «Малагу».
В начале 2015 года Перес на правах аренды перешёл в «Бока Хуниорс». 15 февраля в матче против «Олимпо» он дебютировал за новую команду. 3 мая в поединке против «Ривер Плейта» Пабло забил свой первый гол за «Боку». В сентябре руководство клуба выкупило трансфер Переса и подписало с ним контракт до 2019 года. В 2017 году он помог клубу выиграть чемпионат.
С 2019 года выступает за «Индепендьенте».

## Международная карьера
27 марта 2018 года в товарищеском матче против сборной Испании Парес дебютировал за сборную Аргентины, заменив во втором тайме Эвера Банегу.

## Достижения
Командные
 «Ньюэллс Олд Бойз»
- Чемпион Аргентины — Финаль 2013

 «Бока Хуниорс»
- Чемпион Аргентины — 2015, 2016/17, 2017/18
- Обладатель Кубка Аргентины — 2014/15